# Kudsi Erguner

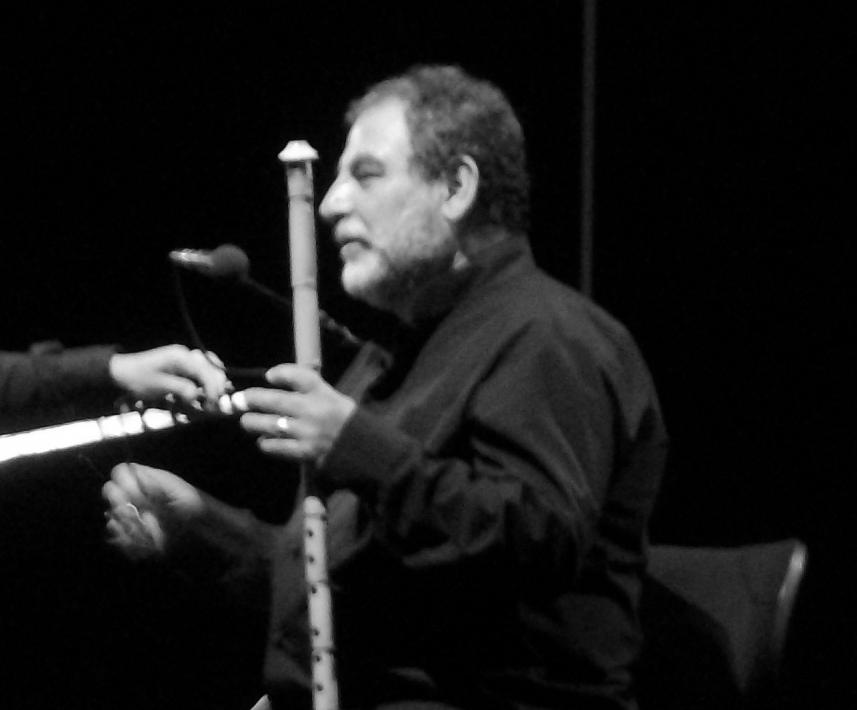
Kudsi Erguner (2012)

Kudsi Erguner (nacido en Diyarbakır, Turquía, en 1952) es un músico turco. Se le considera un maestro en las tradiciones Mevlevíes y sufies, y es uno de los intérpretes más famosos de la flauta turca ney.

## Biografía
De niño, Kudsi y su padre, Ulvi Erguner, interpretaron danzas hipnóticas y espirituales típicas de la tradición sufí-Mevleví en ceremonias derviches. Comenzó su carrera musical en Radio Estambul en 1969. Durante varias décadas, ha investigado los origenes de la música otomana, que también ha enseñado, interpretado y grabado. 
En la década de los setenta se trasladó a París, donde, a comienzos de la década de los ochenta, fundó el Instituto Mevlana, dedicado al estudio y la enseñanza de la música clásica sufí. Junto con el Kudsi Erguner Emsemble desarrolló profundos conocimientos sobre la diversidad de su cultura: el grupo transmite auténticas, y a menudo improvisadas formas de expresión clásica de la cultura otomana, así como un amplio repertorio de piezas clásicas y modernas que se remontan al siglo XIII. 
Tomó parte en la película Encuentros con hombres notables de Peter Brook, en 1978.
- Datos: Q1791046
- Multimedia: Kudsi Erguner / Q1791046

En castellano se publicó su autobiografía La fuente de la separación. Viajes de un músico sufí Archivado el 16 de febrero de 2016 en Wayback Machine. (oozebap, Barcelona), una obra donde Kudis Erguner narra su trayectoria vital y profesional y que acompaña de un CD con archivos sonoros de su familia. También incluye un apéndice con una introducción a Rumi.